# Dawn of Arcana
Dawn of Arcana (jap. 黎明のアルカナ, Reimei no Arukana) ist eine Mangaserie der japanischen Zeichnerin Rei Tōma, die von 2009 bis 2013 in Japan erschien. Die Fantasyserie wurde in mehrere Sprachen übersetzt. 

## Inhalt
Die junge Nakaba (ナカバ), Prinzessin des Landes Senan (セナン), muss den Prinzen des kriegerischen Belquat (ベルクート, Berukūto) heiraten. Dessen Prinz Caesar (シーザ, Shīza) ist zwar gutaussehend, behandelt Nakaba aber schlecht. Schließlich ist sie vor allem eine Geisel, um den Frieden zwischen ihren beiden Ländern zu garantieren. Nicht nur sie, sondern vor allem ihr Diener Loki (ロキ, Roki) ist Ziel von allerlei Angriffen der höfischen Gesellschaft, da er als halb Mensch halb Tier von ihnen verachtet wird. Um König Guran (グラン) und seine Frau entspinnen sich zudem Intrigen und Ceasers Halbbruder Cain (カイン, Kain) und dessen Geliebte sorgen immer wieder für Ärger. Die Gemahlin des ältern Bruder Kain heißt Louis. Sie war bis zum Tod Kains in Caesar verliebt.

## Veröffentlichung
Der Manga erschien vom 24. Januar 2009 (Ausgabe 3/2009) bis 24. Juni 2013 (Ausgabe 8/2013) im japanischen Shōjo-Manga-Magazin Cheese! des Verlags Shogakukan. Die Kapitel wurden ab dem 26. Mai 2009 auch in 13 Sammelbänden veröffentlicht, die sich jeweils über 50.000 mal verkauften.
Bei Viz Media erscheint eine englische Übersetzung, bei Kazé eine französische und bei Tong Li in Taiwan eine chinesische. Von Juli 2012 bis Juni 2015 erschien die Reihe vollständig bei Carlsen Manga auf Deutsch.